# Vent de Ponent
|  | Pel vent de l'oest, vegeu ponent (vent) |

Vent de Ponent és una cançó valenciana de 1917. És considerada, juntament amb la Cançó de lluita o Cant de redempció com un dels himnes del valencianisme polític.
Vent de Ponent naix com un text, escrit pel poeta valencià Lluís Cebrián Ibor, que amb el títol de Sant Jordi, mata l'aranya va ser presentat a un concurs d'himnes que Pàtria Nova va convocar en 1915 i del qual resultaria guanyador. La música, d'autor desconegut, va ser composta el 1917, i tenia per objectiu consolidar-se com a alternativa a l'Himne de l'Exposició Regional Valenciana, sense èxit.

## Lletra
| ¡Vent de Ponent!... Llauradors, nostra terra perilla. Germanats, l'amor sant defensem. Vil estrany magancés nos humilla... ¡Valencians, per la Pàtria breguem! ¡Defensem la nostra casa, geni i llengua, sang i raça! ¡Per honor i dignitat! ¡Per la santa dignitat! Vent de ponent marcix la collita. Vent de Ponent lo cor debilita i el nafra i el crema, gelat o brusent... ¡Vent de Ponent!... ¡Poble meu, poble meu, qui t'ha vist, fort, gojós...i ara dèbil i trist!... Dones flors i te tornen espines. Treballant, treballant, t'arruïnes. Fores l'alba llevantina; teua fou la mar llatina; escampà ta glòria el vent... ¡I ara esclau d'un vil ponent!... Vent de ponent marcix la collita. Vent de Ponent lo cor debilita i el nafra i el crema, gelat o ruent... ¡Vent de Ponent!... Rompa fort nostre clam, colliters. Del cultiu detinguem els quefers: El Ponent maleït tot ho arrasa, els verds camps i la sang nos abrasa. ¡Alcem murs, alcem racers protectors de nostra casa... i refresque nostra llar l'alenada de la mar!... Vent de ponent marcix la collita. Vent de Ponent lo cor debilita i el nafra i el crema, gelat o ruent... ¡Vent de Ponent!... |